# Hypocrita reedia
Hypocrita reedia är en fjärilsart som beskrevs av William Schaus 1910. Hypocrita reedia ingår i släktet Hypocrita och familjen björnspinnare. Inga underarter finns listade i Catalogue of Life.